# Ivàlua
Ivàlua és l'Institut Català d'Avaluació de Polítiques Públiques. Va constituir-se el 2006 com a consorci per la Generalitat de Catalunya, la Diputació de Barcelona i la Universitat Pompeu i Fabra, a més de comptar amb la participació del Consell de Treball, Econòmic i Social de Catalunya i el Consell Interuniversitari de Catalunya.
L'objectiu d'Ivàlua és promoure la cultura de l'avaluació de polítiques públiques entre les administracions públiques a Catalunya, les entitats sense ànim de lucre o del tercer sector social que persegueixin objectius d'interès públic. Ivàlua realitza avaluacions de polítiques públiques, assessora organitzacions en avaluació, ofereix recursos útils i formació sobre avaluació, i organitza activitats i difon la cultura de l'avaluació.

## Història
- 2008: Naixement d'Ivàlua per tal d'incorporar l'avaluació a la dinàmica de les administracions públiques.[4]
- 2010: Es presenten els primers resultats d'avaluacions amb recomanacions com a guia de millora de les polítiques públiques.[cal citació]
- 2011: Ivàlua amplia el seu abast per convertir-se també en motor de l'avaluació entre les entitats de tercer sector social.[5]
- 2012: Ivàlua connecta el sector públic i l'acadèmia iniciant la seva participació en fòrums científics i d'investigació nacionals i internacionals per compartir experiències i resultats d'avaluacions.[cal citació]
- 2013: Internacionalització d'Ivàlua i es crea el cicle de jornades temàtiques en avaluació.[cal citació]
- 2015: Llançament de el projecte Què funciona en educació?[6] amb la Fundació Jaume Bofill.
- 2016: Ivàlua inicia relacions amb mitjans de comunicació per difondre la cultura de l'avaluació, per exemple amb l'Escola d’Administració Pública de Catalunya - EAPC.[7]
- 2017: S'impulsa la institucionalitat de l'avaluació, apropant-se a les altres agències temàtiques d'avaluació catalanes (AQUAS[8] i AQU), exerceix una major influència a favor de la incorporació de mecanismes d'impuls de l'avaluació a les administracions.
- 2018: Es dinamitza la comunitat d'avaluadors, assessorant a administracions i entitats i fa de corretja de transmissió al promoure el sector dels professionals en avaluació.[cal citació]
- 2019: Impuls dels assessoraments a administracions i entitats per promoure la generació d'avaluacions i generació d'eines pràctiques.[cal citació]